# 푸른 꿈을 가득히
"푸른 꿈을 가득히"는 한국에서 제작된 이형표 감독의 1976년 영화이다. 윤연경 등이 주연으로 출연하였고 김인동 등이 제작에 참여하였다.

## 출연

### 주연
- 윤연경
- 유지인
- 박지훈